# École supérieure polytechnique d'Antananarivo
 (mai 2024).
Si vous disposez d'ouvrages ou d'articles de référence ou si vous connaissez des sites web de qualité traitant du thème abordé ici, merci de compléter l'article en donnant les références utiles à sa vérifiabilité et en les liant à la section « Notes et références ».
L’École supérieure polytechnique d’Antananarivo (ESPA) est une école d’ingénieurs publique à Madagascar. Elle est rattachée à l’université d’Antananarivo. 
L'ESPA se situe à Vontovorona, dans la commune rurale d'Alakamisy Fenoarivo, soit à 26 km à l’Ouest d'Antananarivo, capitale de Madagascar. Le campus comprend les infrastructures pédagogiques, les résidences universitaires, les laboratoires de recherche et les centres de documentation.

## Historique
L’École supérieure polytechnique d’Antananarivo, créée en 1973, est anciennement dénommée Établissement d’Enseignement Supérieur Polytechnique (E.E.S.P). Sa nouvelle appellation date de 1991, fixée par le décret n°91-148 du 26 mars 1991 portant création des Écoles Supérieures Polytechniques à Madagascar.
L’École hérite des infrastructures de différents établissements d’enseignement supérieur technique des années 70 à Madagascar. On peut citer l’Institut Universitaire de Technologie Industrielle (IUTI), l'École Nationale des Travaux Publics (ENTP), et l'Institut National des Télécommunications et des Postes (INTP). 

## Formation

### Diplômes délivrés
L'École supérieure polytechnique d’Antananarivo délivre cinq types de diplôme :  
- Ingénieur polytechnicien (grade Master) : bacc + 5 ans
- Master professionnel : licence + 2 ans
- Master  spécialisé : Master + 1 ans
- Licence professionnelle : Bacc + 3 ans
- Licence académique  : Bacc + 3 (pour les étudiants en cursus d'ingénieur)

### Mention (département) - spécialité
Il existe 16 mentions à l’école, qui peuvent être regroupées sur quatre pôles de spécialité :
- Pôles Génie des Procédés Industriels (GPI) ;
- Pôles Génie Civil (GC) ;
- Pôles Génie des Sciences et des Technologies Industrielles (GSTI) ;
- Pôles Génie des Sciences de la Terre (GST).

Chaque mention a ses spécialités ou parcours. Elle offre ainsi aux étudiants une palette de choix qui répondent à leurs attentes.   

#### Mentions au sein du  Pôles Génie des Procédés Industriels
Le Génie des procédés industriels propose cinq mentions :
- Génie des procédés chimiques et industriels (GPCI)
- Génie Mécanique et Industriel (GMI)
- Génie Électrique (GE)
- Sciences et Ingénieries des Matériaux (SIM)
- Génie Rural (GER)

#### Mentions au sein du Pôles Génie Civil
Le génie civil propose quatre mentions :
- Hydraulique (HYD)
- Bâtiment et Travaux Publics (BTP)
- Information géographique et aménagement du territoire (Anciennement Topographie) (IGAT)
- Urbanisme, architecture et génie civil   (UAGC)

#### Mentions au sein du Pôles Génie des Sciences et Technologies Industrielles
Cette pole de spécialité propose quatre mentions :
- Télécommunication (TCO)
- Électronique (EN)
- Ingénierie des Systèmes Avancés (ISA)
- Météorologie (MTO)

Mentions au sein du Pôles Génie des Sciences de la Terre
Le Génie des Sciences de la Terre compte trois mentions :
- Ingénierie minière (IMIN)
- Ingénierie pétrolière (IPE)
- Génie géologique (GGEO)

## École doctorale et recherche
Trois écoles doctorales sont rattachées à l'ESPA :
- école doctorale Sciences et techniques de l´ingénierie et de l´innovation (STII)
- école doctorale Génie des procédés et des systèmes industriels et alimentaires (GPSIA)
- école doctorale Ingénierie et géosciences (INGE)

## Vie étudiante

### Vie associative
L’école encourage la vie associative et sportive sur le campus. De nombreuses associations regroupent les étudiants selon leurs aspirations, leurs zones d’origine, leurs intérêts… Ces entités leur offrent l’opportunité d’acquérir des expériences en matière de leadership, d’organisation et de gestion. C’est un plus pour leur future carrière professionnelle.

### Traditions et festivités
Les étudiants de 4é  année organisent chaque année une fête dénommée « Réception » pour accueillir leurs cadets de la 1ère année. Ils prennent en charge l’organisation, les dépenses et le déroulement des festivités. 